# Klockarbergets BK
Klockarbergets BK ist ein schwedischer Sportverein aus der Ortschaft Kvissleby. Die Damen spielen in der Allsvenskan, der zweithöchsten Unihockey-Liga Schwedens.

## Geschichte
Der Verein wurde am 11. November 2003 gegründet. Nach den erfolgreichen Playoffs der Saison 016/17 gelang den Damen der Aufstieg in die zweithöchste Liga Schwedens.

## Stadion
Die Mannschaften von Klockarbergets spielen nach Möglichkeit in der Skönsbergshallen. Sie verfügt über eine Kapazität von 350 Plätzen.